# Arcana (wydawnictwo)
Arcana – wydawnictwo, utworzone w 1994 w Krakowie.
Wydawca dwumiesięcznika Arcana oraz książek z dziedziny historii, literaturoznawstwa i politologii.
Wśród autorów wydawanych przez Arcana są między innymi: Jacek Bartyzel, Sławomir Cenckiewicz, Antoni Dudek, Friedrich August von Hayek, Paweł Lisicki, Ludwig von Mises, Andrzej Nowak, Wojciech Wencel, Bronisław Wildstein.